# Alice im Wunderland (1999)
Alice im Wunderland ist ein Märchenfilm aus dem Jahr 1999 auf der Grundlage des Buches Alice im Wunderland von Lewis Carroll.

## Handlung
Das Mädchen Alice soll vor einer Gesellschaft von Gästen ihrer Eltern ein Lied vortragen, dem sie sich nicht gewachsen fühlt. So flüchtet sie sich an den Rand des Waldes. Nachdem sie dort eine Weile gesessen ist, scheint plötzlich die Zeit stillzustehen. Ein weißes Kaninchen erscheint und verschwindet in einem Loch unter einem Baumstamm. Alice folgt dem weißen Kaninchen und gelangt so in das Wunderland.
Dort begegnet sie vielen merkwürdigen Individuen, die zum Teil an die Gäste ihrer Eltern erinnern. Schließlich wird Alice zu einer Gerichtsverhandlung vorgeladen, bei der sie eine Aussage machen soll. Da sie während der Verhandlung Mut beweist, wird ihr vom Herzkönig eröffnet, dass sie nicht länger das Wunderland benötigt, sondern sich ihrem bevorstehenden Gesangsvortrag stellen muss. Der aus Spielkarten bestehende Gerichtssaal löst sich auf, und Alice befindet sich wieder unter dem Baum, wo sie sich schon die ganze Zeit befunden hat.
Nachdem Alice zurückgekehrt ist, löst sie das Problem, indem sie ein anderes Lied vorträgt, das sie von der falschen Suppenschildkröte gelernt hat und das ziemlich viel Beifall auslöst.

## Besonderheiten
Die Handlung ist – bis auf die Rahmengeschichte – sehr eng an die Buchvorlage angelegt. Selbst die Lieder (Hummer-Quadrille, Beautiful Soup) wurden aus der Buchvorlage adaptiert.
Die Spezialeffekte des in England gedrehten Spielfilms wurden vom Londoner Trickstudio Framestore CFC erstellt. Viele Weltstars spielen bei Alice im Wunderland mit.

## Synchronisation
| Rolle            | Schauspieler        | Synchronsprecher         |
| ---------------- | ------------------- | ------------------------ |
| Alice            | Tina Majorino       | Magdalena Turba          |
| Tweedledum       | Robbie Coltrane     | Jürgen Kluckert          |
| Die Grinsekatze  | Whoopi Goldberg     | Regina Lemnitz           |
| Major Raupe      | Ben Kingsley        | Peter Matić              |
| Der Weiße Ritter | Christopher Lloyd   | Hermann Ebeling          |
| Der Zimmermann   | Pete Postlethwaite  | Roland Hemmo             |
| Die Herzkönigin  | Miranda Richardson  | Evelyn Gressmann         |
| Hutmacher        | Martin Short        | Michael Pan              |
| Walross          | Peter Ustinov       | Peter Ustinov            |
| Tweedledee       | George Wendt        | Frank-Otto Schenk        |
| Schildkröte      | Gene Wilder         | Lutz Mackensy            |
| Maus             | Ken Dodd            | Wilfried Herbst          |
| Herzkönig        | Simon Russell Beale | Engelbert von Nordhausen |

## Auszeichnungen
Der Film wurde 1999 mit 4 Emmys und 2 weiteren Nominierungen bedacht:
Auszeichnung:
- Bestes Kostümdesign
- Beste Maske
- Beste Musik
- Beste Spezialeffekte

Nominierung:
- Beste Ausstattung
- Bester Vorspann

## Kritiken
„Ein hochkarätig besetzter Film, der seine fantastische Welt mit Hilfe einer Vielzahl von Computereffekten zeichnet, die in der Werkstatt des "Muppet-Vaters" Jim Henson ausgetüftelt wurden. Ein skurriler Unterhaltungsspaß, der freilich bei allen Qualitäten die Hintergründigkeit der Vorlage veräußerlicht.“